# Rhadinaea flavilata
Rhadinaea flavilata – gatunek węża z rodziny połozowatych (Colubridae). Występuje na Florydzie oraz w niewielkich skupiskach od Północnej Karoliny do Luizjany.

## Wygląd
Żółto-brązowy wąż o długości 25,5–30,5 cm. Okolice pyska, brzuch i podbródek jasnożółte. Od kącika ust przez oko do nosa biegnie ciemna kreska. Łuski gładkie, źrenice okrągłe.

## Tryb życia
Żyją w lasach, ukryte zazwyczaj pod korą martwych drzew. Wytwarzają słaby jad, ale nigdy nie gryzą ludzi. Żywią się małymi jaszczurkami, żabami, wężami, owadami i salamandrami. Trucizna pomaga im unieruchomić ofiarę.

## Rozmnażanie
Węże te rozmnażają się od marca do maja. Samica składa 2–4 jaja, z których wykluwają się mierzące ok. 12,7 cm młode. W niewoli dożywają 3 lat.